# Régiment Royal-Piémont cavalerie
Das Régiment Royal-Piémont cavalerie (zuletzt als 14e régiment de cavalerie) war ein Regiment der schweren Kavallerie, aufgestellt im Königreich Frankreich während des Ancien Régime. Es stand noch während der Ersten Republik und des Französischen Konsulats im Dienst.

## Aufstellung und signifikante Änderungen
- 9. August 1671: Aufstellung des Régiment de Piémont cavalerie
- 1679: Eingliederung der Leibkompanie des reduzierten Régiment Royal-Picardie cavalerie
- 6. Mai 1690: Umbenennung in Régiment Royal-Piémont cavalerie
- 1. Dezember 1761: Eingliederung des Régiment de Talleyrand cavalerie[1]
- 1. Januar 1791: Umbenennung in 14e régiment de cavalerie
- 1803: Eingliederung der 3. escadron des 20e régiment de cavalerie
- 24. September 1803: Umwandlung in das 23e régiment de dragons

## Ausstattung

### Königliche Standarten
Aus blauer Seide mit goldenen Stickereien und vergoldeten Fransen.

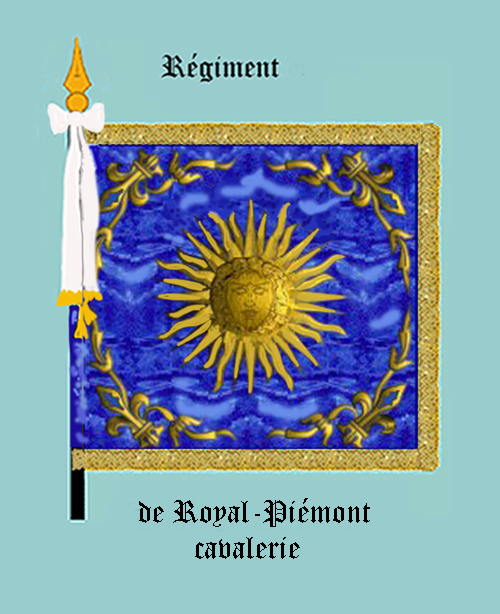
Régiment Royal-Piémont cavalerie, Vorderseite
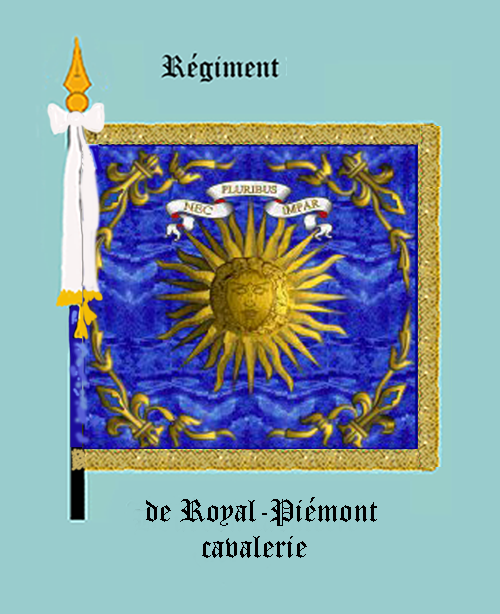
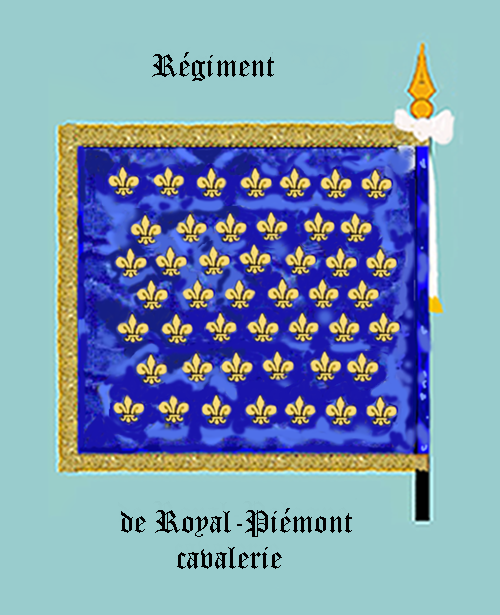
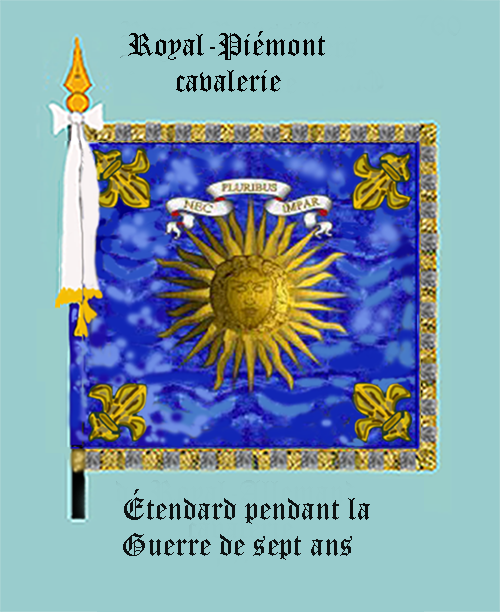
(Während des Siebenjährigen Krieges)
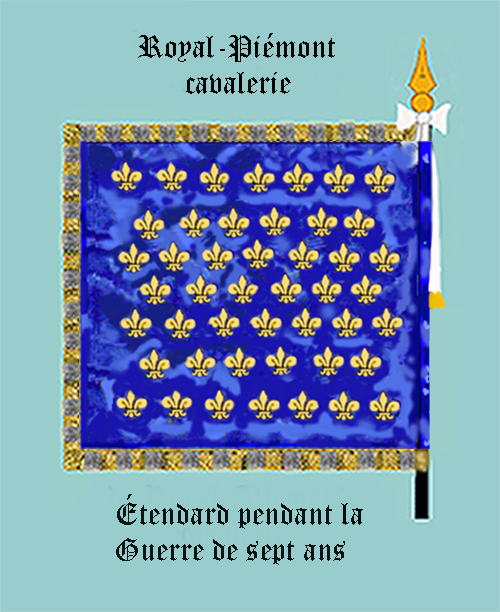
(Während des Siebenjährigen Krieges)

### Uniformierung

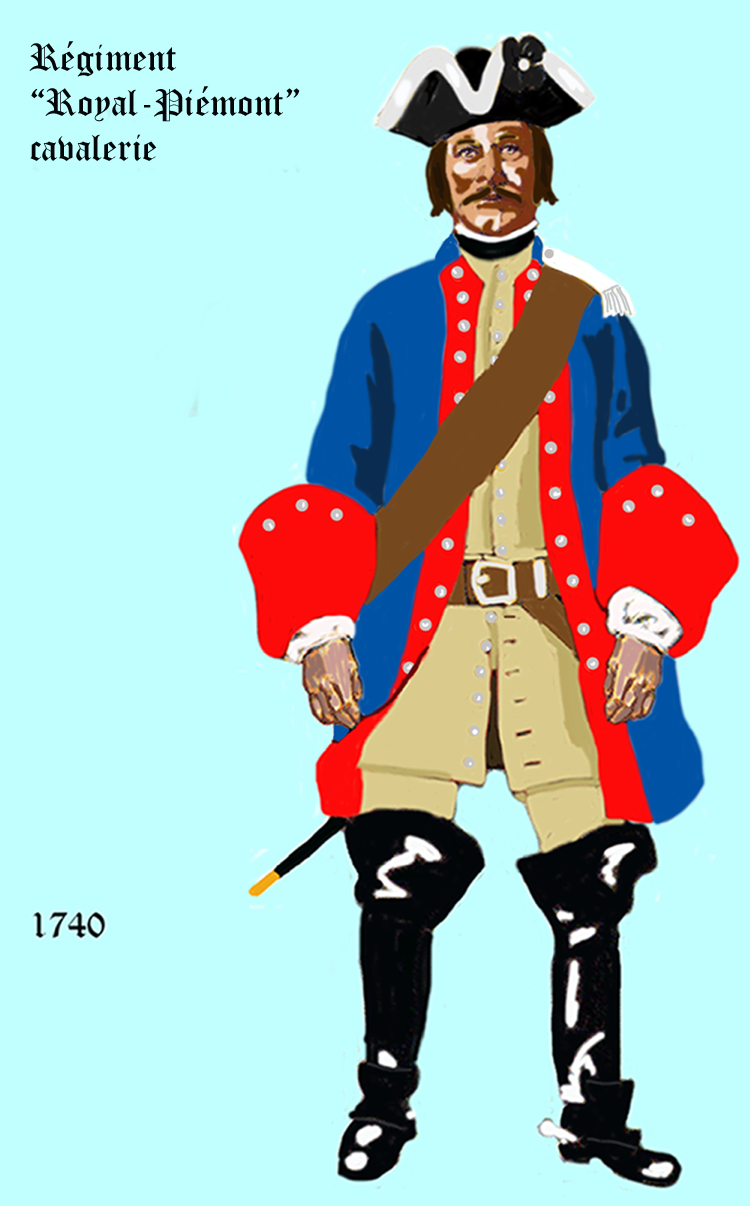
1740 bis 1757
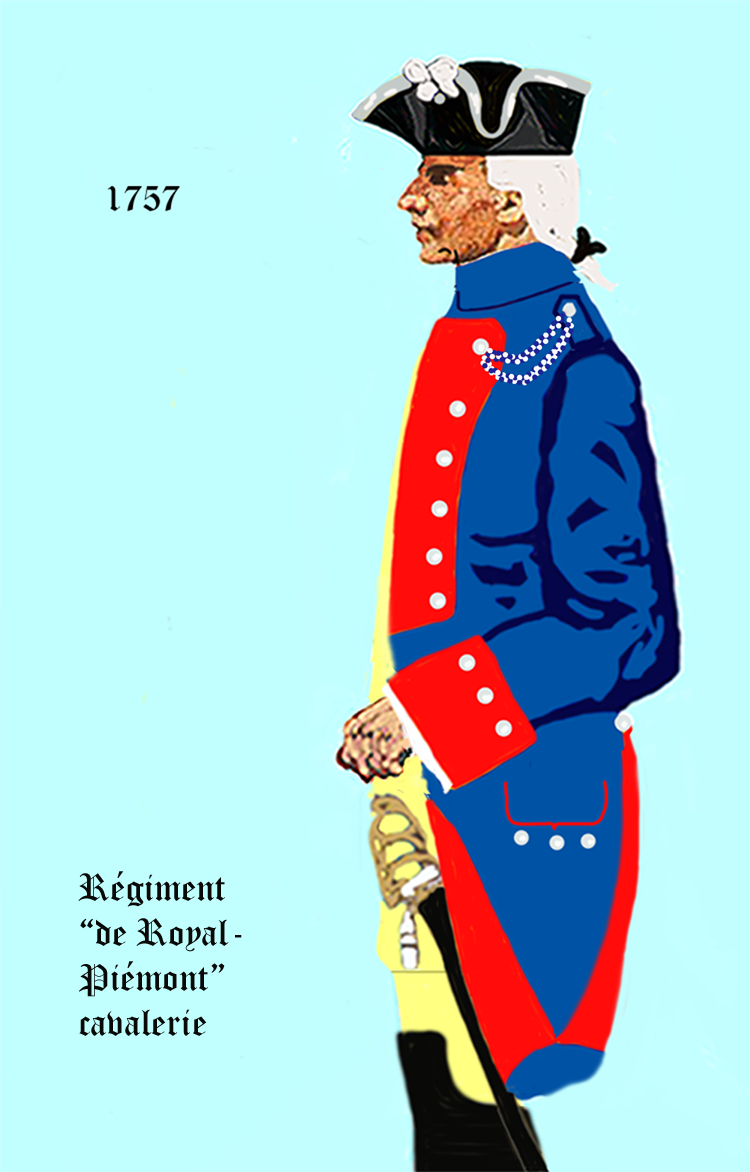
1757 bis 1762
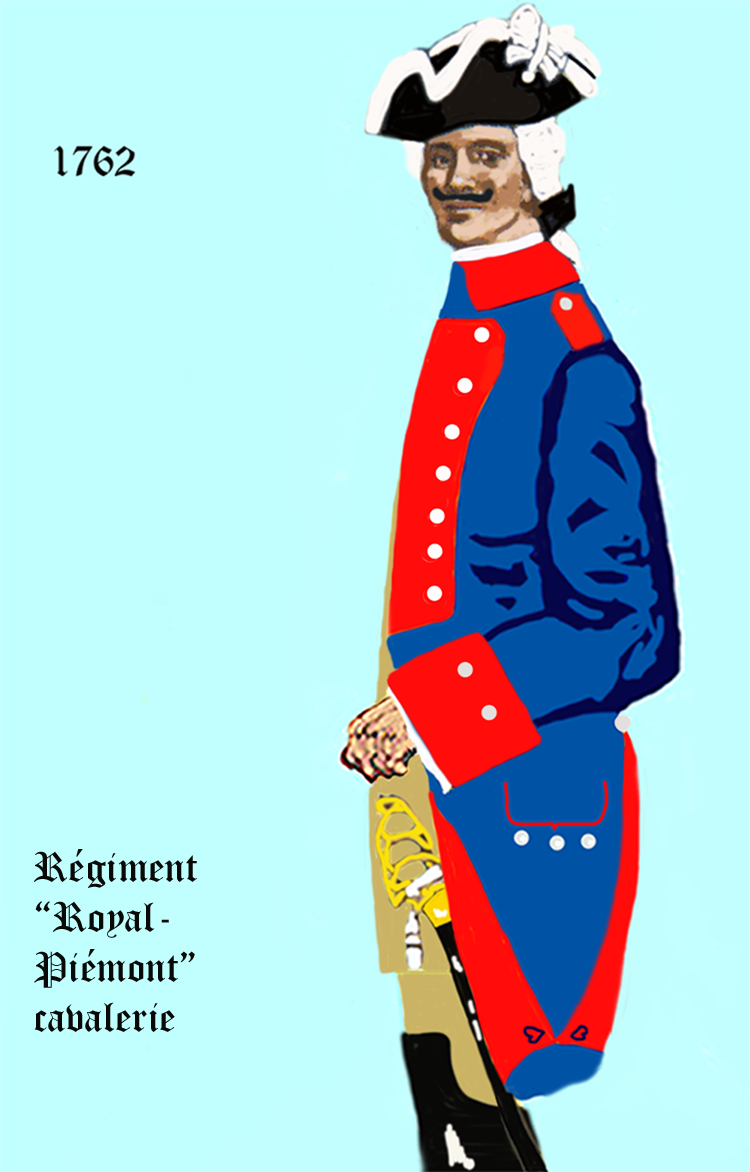
1762 bis 1767
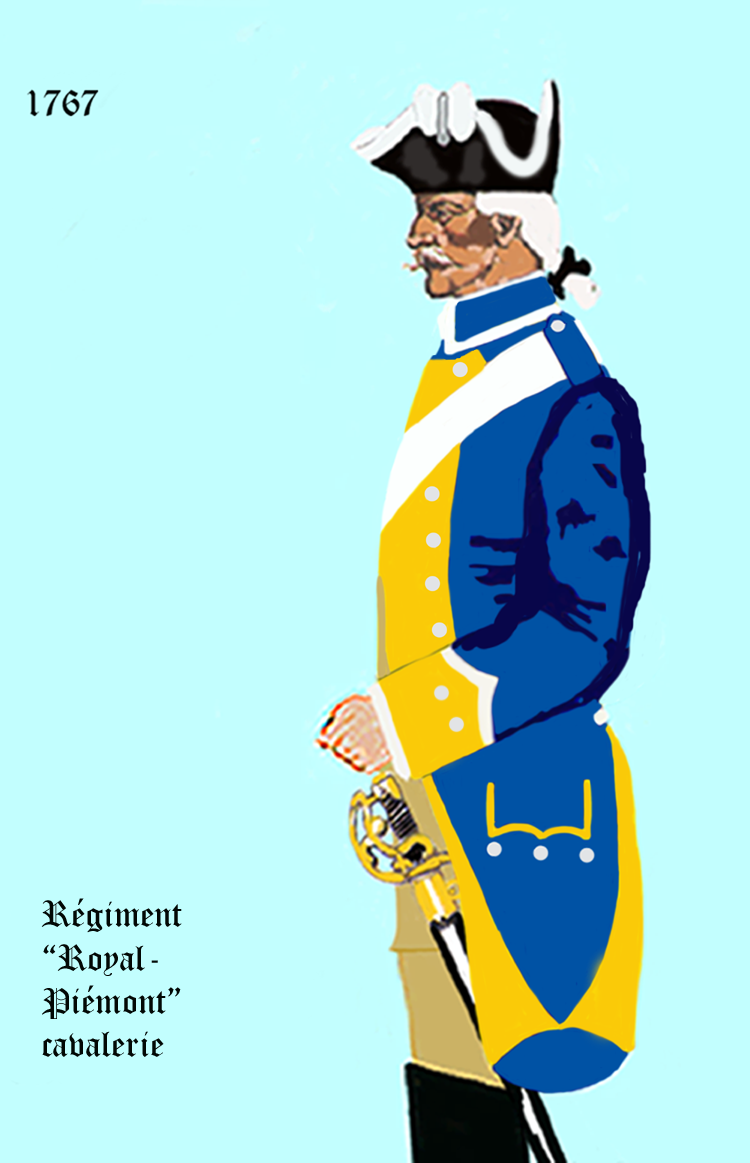
1767 bis 1776
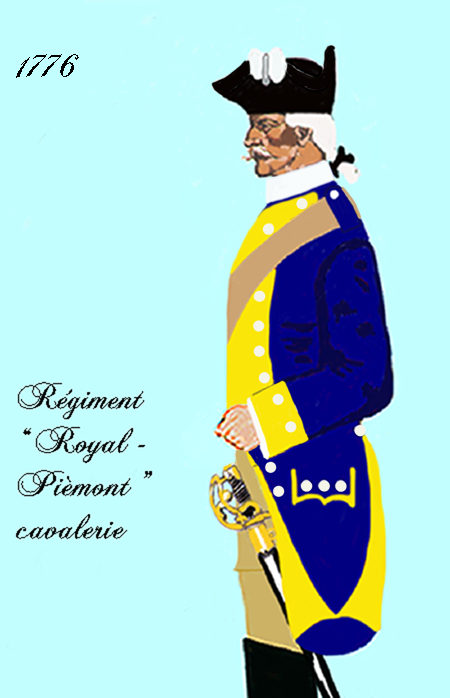
1776 bis 1786
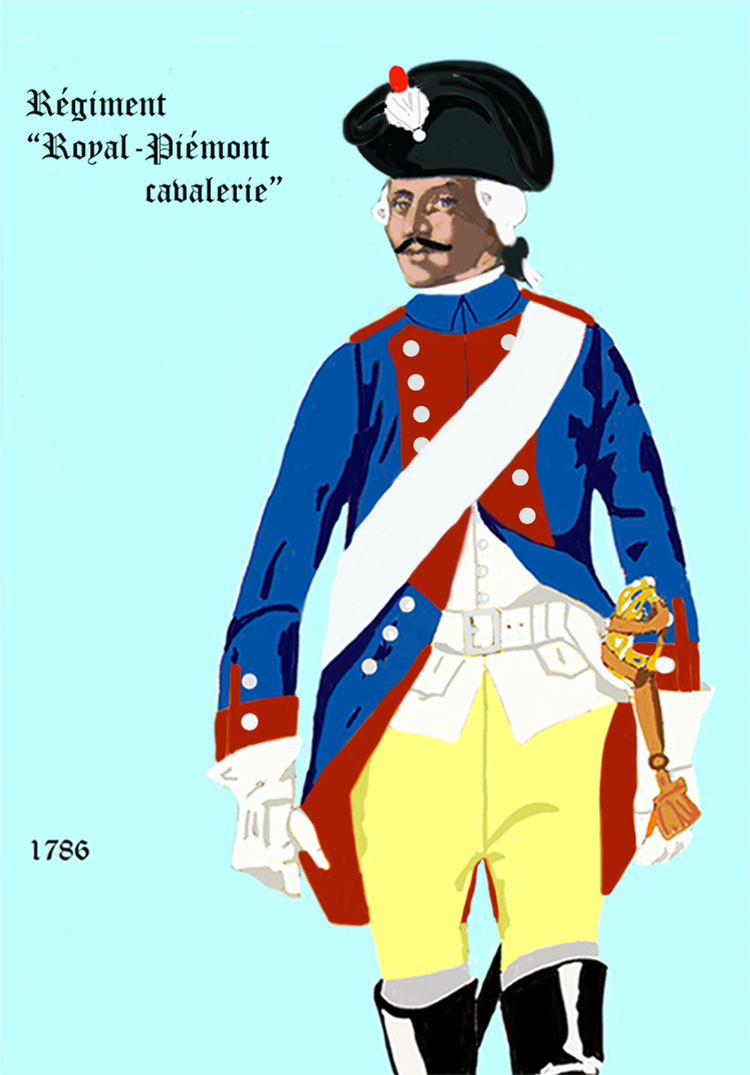
1786 bis 1791
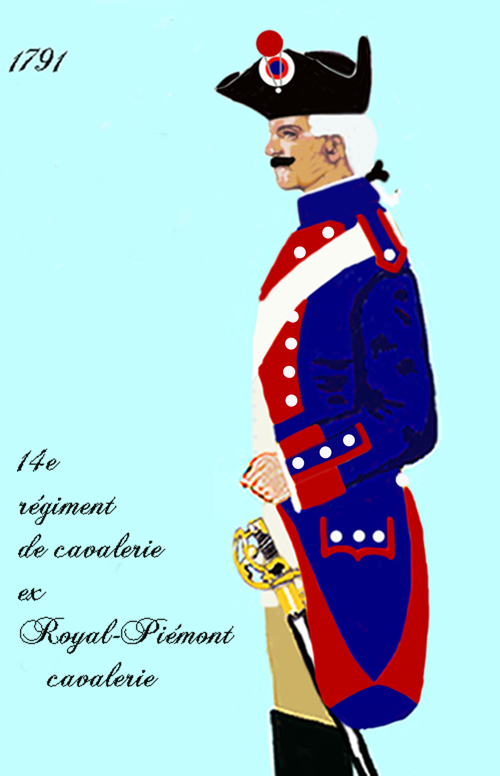
14e régiment de cavalerie von 1791 bis 1803

### Mestres de camp-lieutenants, Colonels-lieutenants und Colonels
Mestre de camp war von 1569 bis 1790 die Rangbezeichnung für den Regimentsinhaber und/oder den tatsächlichen Kommandanten eines Kavallerieregiments. Sollte es sich bei dem Mestre de camp um eine Person des Hochadels handeln, die an der Führung des Regiments kein Interesse hatte (wie z. B. der König oder die Königin) so wurde das Kommando dem „Mestre de camp lieutenant“ (oder „Mestre de camp en second“) überlassen. Die Bezeichnung Colonel wurde von 1791 bis 1793 und ab 1803 geführt. Von 1793 bis 1803 verwendete man in der französischen Armee auch bei der Kavallerie die Bezeichnung Chef de brigade. Ab 1791 gab es keine Regimentsinhaber mehr.
- 9. August 1671: Prosper, chevalier dann comte de Lucinge, Maréchal de camp am 30. Juli 1652, † vor 1680
- 1677: Baron de Saint-Joire
- 20. März 1678: Joseph Philippe de Saint-Martin d’Aglié, marquis de Rivaroles
- 10. Mai 1690: Joachim Louis de Montaigut, marquis de Bouzols
- 25. Oktober 1705: Marquis de Manicamp

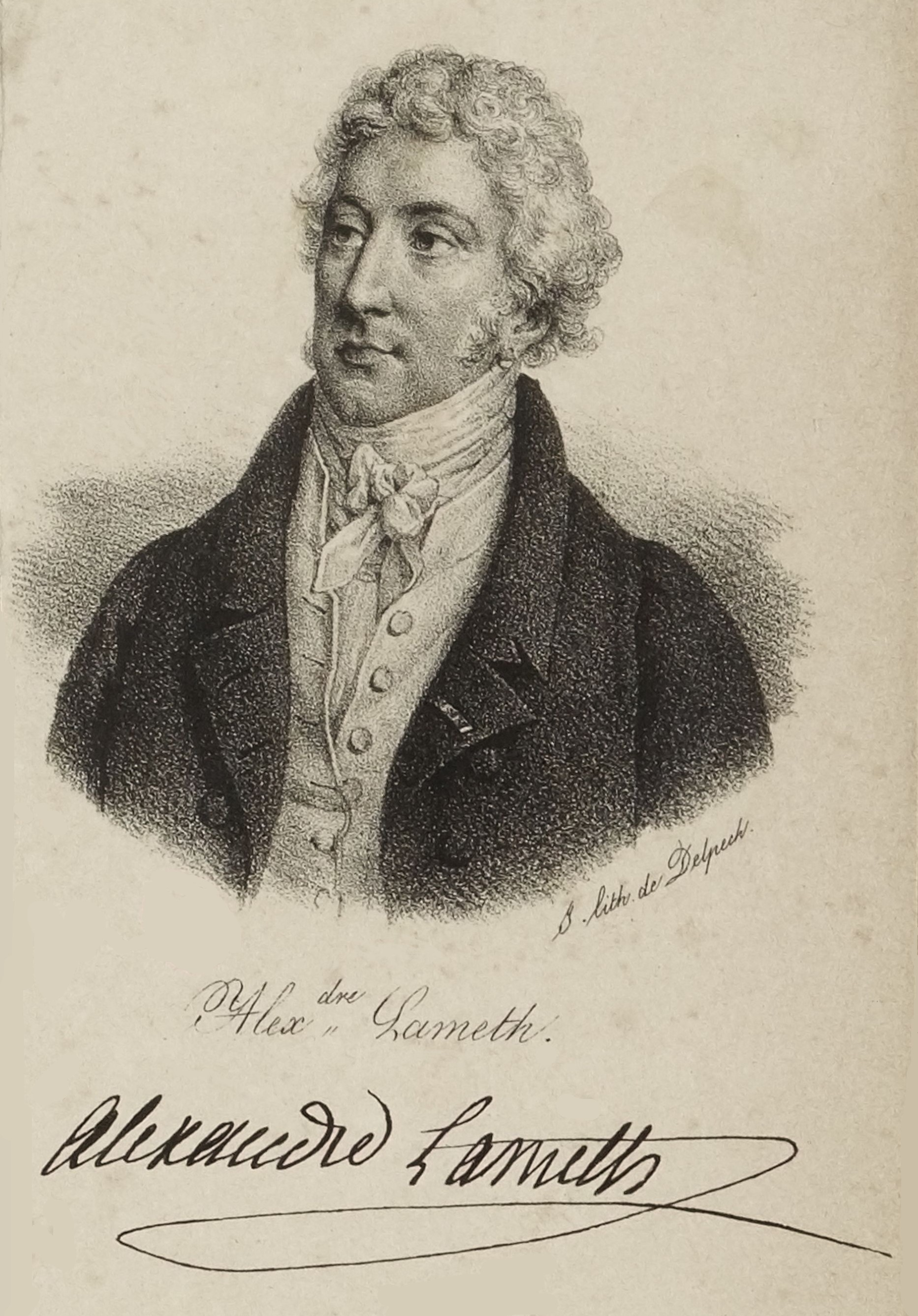
Mestre de camp-lieutenant Alexandre de Lameth

- 6. Oktober 1723: Charles Théodore Desforges de Germinon
- 3. Juli 1725: Comte dann duc de La Feuillade
- 20. Juni 1735: Hugues René Timoléon de Brissac, comte de Cossé
- August 1744: Legendre de Collandre
- 15. November 1752: Charles Joachim Rouault, comte de Cayeux, dann marquis de Gamaches
- 1762: Charles Daniel de Talleyrand-Périgord, comte de Talleyrand
- 3. Januar 1770: Louis Marie Anne, baron de Talleyrand-Périgord
- 26. Februar 1777: Jean Laurent de Durfort-Civrac, duc de Lorges
- 10. März 1788: Alexandre Théodore Victor, chevalier de Lameth
- 25. März 1788: Maximilien Gabriel Louis de Béthune, duc de Sully
- 25. Juli 1791: Colonel Barthélémy Simon François de La Farelle
- 27. Oktober 1792: Colonel Maré Dazincourt
- 30. April 1796: Chef de brigade Grieu
- 4. Mai 1798: Chef de brigade Wolff
- 20. November 1799: Chef de brigade Merlin
- 8. Dezember 1800: Chef de brigade Gaspard Thierry

## Geschichte
Kriege, an denen das Regiment teilgenommen hat:
- Holländischer Krieg
- Pfälzischer Erbfolgekrieg
- Spanischer Erbfolgekrieg
- Polnischer Erbfolgekrieg
- Österreichischer Erbfolgekrieg
- Siebenjähriger Krieg
- Koalitionskriege

Das Regiment wurde 1670 in Turin durch den Herzog von Savoyen aufgestellt und sogleich an den französischen König Louis XIV. übergeben, der dabei war seine Truppen zum Feldzug gegen die Niederlande zusammenzustellen (Holländischer Krieg). Der Mestre de camp als Regimentsinhaber sollte der Herzog von Savoyen sein und die eigentlichen Kommandeure – also die Mestre de camp-lieutenants – sollten von diesem bestimmt werden. Das Regiment wurde dann von dem Comte de Lucinge und dem Baron-Saint Jore als dessen Nachfolger nach Frankreich gebracht und hier als Fremdenregiment klassifiziert. Um es zu komplettieren, wurden unverzüglich aus England emigrierte, katholische Offiziere und Soldaten eingegliedert.
Es folgte 1672 die Teilnahme an der Eroberung Hollands mit der Belagerung von Maastricht und 1674 der Schlacht bei Seneffe unter dem Prince de Condé.
Das Regiment diente bis zum Ende des Krieges an der Niederländischen Grenze und wurde 1678 bis auf eine Escadron reduziert. Obwohl diese ausschließlich aus Franzosen bestand, blieb sie die Leibescadron und somit das Eigentum des Herzogs von Savoyen.
Nach der Belagerung von Luxemburg (1684) wurde das Regiment zu einem nicht genau bekannten Zeitpunkt wieder aufgestellt. Nachweislich war es jedoch 1688 einsatzfähig.
Bei Ausbruch des Pfälzischen Erbfolgekrieges wechselte der Herzog von Savoyen auf die Seite der Gegner von Louis XIV. Aus diesem Grunde wurde das Regiment vom König eingezogen, insbesondere außer seinem Inhaber kaum noch Ausländer vorhanden waren.
Am 6. Mai 1690 erhielt es dann den Namen „Régiment Royal-Piémont cavalerie“ verliehen. Mestre de camp und Regimentsinhaber war jetzt der König selbst. In der Schlacht bei Fleurus machte es seinem neuen Namen bereits alle Ehre, der Mestre de camp-lieutenant, der Marquis de Bouzols wurde an der Spitze seiner Truppe verwundet, das Pferd unter ihm getötet.
- 1691: Gefecht bei Leuze-en-Hainaut
- 1692: Schlacht bei Steenkerke, Gefechte bei Namur und Charleroi
- 1693: Feldzug in Deutschland
- 1694–1695: Feldzug in Flandern
- 1696: Feldzug in Piémont, Belagerung von Valencia
- 1697: Feldzug an der Küste von Flandern. Bei der Belagerung von Ath.

Im Jahre 1698 lag das Regiment im Feldlager von Compiègne.
Im Spanischen Erbfolgekrieg erfolgte die Verlegung nach Flandern mit einem Gefecht bei Nimwegen im Jahre 1702. Im folgenden Jahr Marsch nach Deutschland mit Beteiligung bei der Einnahme von Kehl, Breisach und Landau (Pfalz), sowie der Schlacht am Speyerbach.
- 1703: Erste Schlacht bei Höchstädt. Hier konnte das Regiment die Pauken und Standarten eines feindlichen Regiments erbeuten. Danach erfolgte die Belagerung von Augsburg. Nach der Eroberung verbrachte das Regiment den Winter in der Stadt.
- 1704: Zweite Schlacht bei Höchstädt. Hier griff Royal-Piémont zweimal mit viel Elan an. Nach dem desaströsen Ausgang der Schlacht zogen die Reiter nach Flandern und nahmen 1705 an der Belagerung von Huy und 1708 an der Schlacht bei Oudenaarde teil, in der das Regiment nahezu gänzlich vernichtet wurde.

Im Elsass wurde es dann wieder aufgefüllt und zurück nach Flandern geschickt, wo es bis 1713 blieb, um dann an den Rhein kommandiert zu werden.
1727 lag es im „Camp de la Sambre“ und von 1730 bis 1732 im „Camp de la Saône“.
Im Polnischen Erbfolgekrieg wurde die Einheit zur „Armée d'Italie“ (Italienarmee) transferiert und war 1734 an der Eroberung der Lombardei rund um Mailand beteiligt.
- Gefecht bei Colorno
- Schlacht bei Parma
- Schlacht bei Guastalla

Es folgten 1735 die Gefechte bei Gonzaga, Reggiolo, Revere und ein Abstecher in das Trentino. Im Juli kehrte es nach Frankreich zurück und nahm Friedensquartier in Bayeux.
Im Österreichischen Erbfolgekrieg 1741 wieder aufgerufen, wurde es zur „Armée du Bas-Rhin“ (Niederrhein-Armee) kommandiert. Von Givet zog es am 3. September nach Linnich, wo es Winterquartier bezog. Von dort erfolgte die Verlegung nach Eggenfelden an die Grenze zu Böhmen, wo es sich bei der Verteidigung des Ortes auszeichnete. Im Juli 1743 Rückkehr nach Frankreich und Stationierung im Unterelsaß.

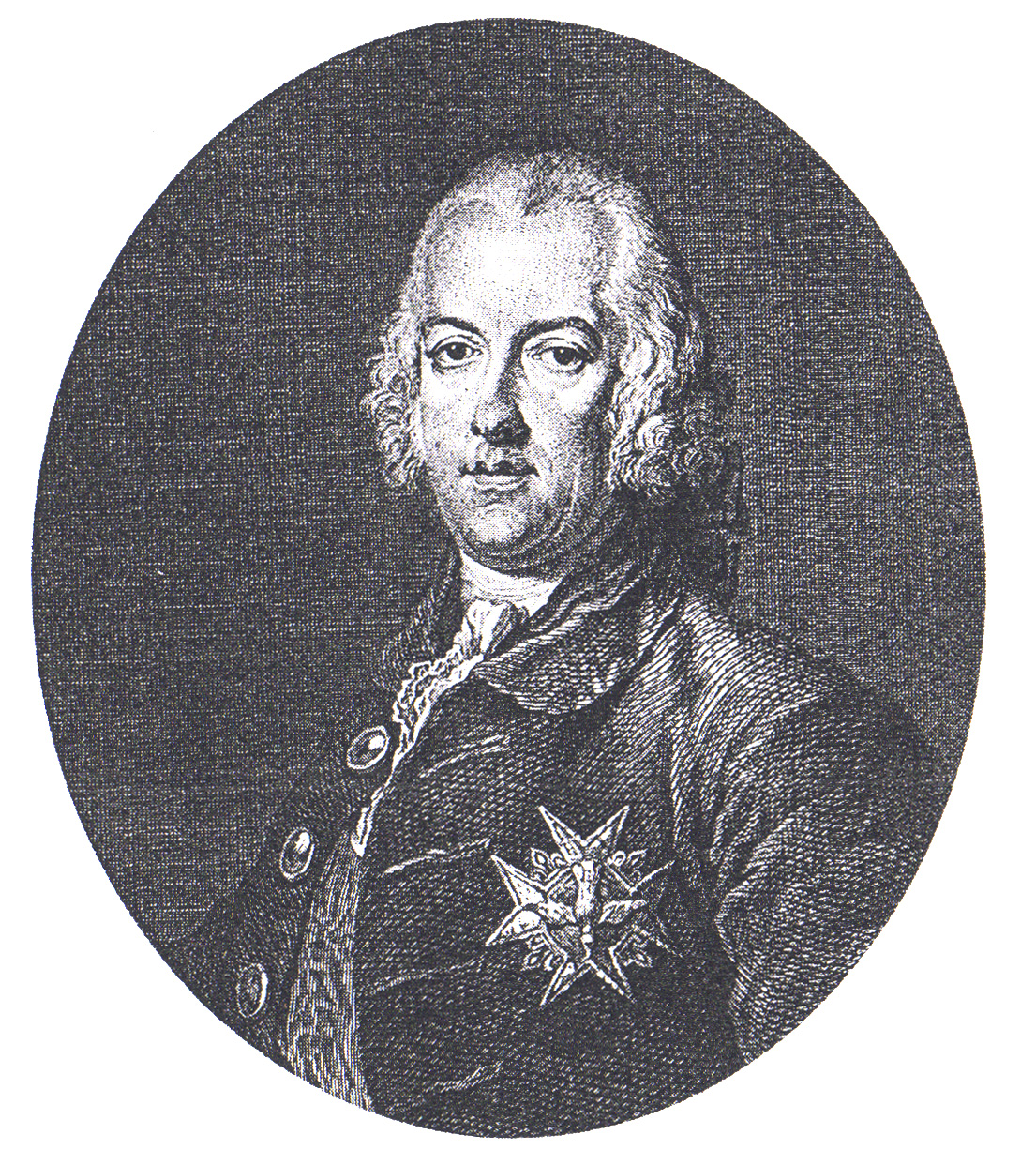
Der Prince de Conti

1744 der Armee des Prince de Conti zugeteilt, operierte es in den Seealpen und in der Provence. Teilnahme an der Eroberung der Grafschaft Nizza. Teilnahme an den Schlachten bei Cuneo, Piacenza und im Val Tidone (Tal des Tidone, bei Piacenza).
Im Jahre 1748 nahm es am Feldzug in Flandern teil und war nach Kriegsende in verschiedenen Städten stationiert. Maubeuge 1749, Joigny 1750, Mézières und Charleville 1751, Bourges 1752 und Belfort 1754, 1755 im „Camp de Richemont-sur-Moselle“, verlegte es dann nach dem „Camp Chateaudun“ und nach Vendôme, 1757 nach Valenciennes und Vervins. Mit Beginn des Siebenjährigen Krieges zog es nach Lüttich, nach Westfalen und in das Kurfürstentum Hannover.
- Schlacht bei Hastenbeck
- Schlacht bei Krefeld und Schlacht bei Lutterberg
- Schlacht bei Minden Gefechte bei Hannover und Celle

1759 kämpfte es dann bei Korbach, 1760 in der Schlacht bei Warburg und der Schlacht bei Kloster Kampen, sowie 1761 in der Schlacht bei Vellinghausen und im Gefecht bei Westhoven.
Danach folgte der Abzug nach Lüttich. Bis zum Beginn der Revolutionskriege wurde das Regiment nicht mehr eingesetzt.
Die Garnisonen wechselten in den folgenden Jahren ständig: 1763 Rocroi, 1764 Schlettstadt, 1766 Maubeuge, 1768 Niort, 1771 Carcassonne, 1774 Verdun, 1777 Nevers, 1779 Charleville, 1780 Sedan, 1783 Nevers, 1788 Melun und Provins. Zum Ende des Jahres 1788 war es mehrere Wochen um Charenton-le-Pont und die Stadt Villejuif verteilt. 1789 erfolgte die Verlegung nach Nevers und Montargis und dann nach Colmar, wo es bis zum Mai 1792 verblieb.

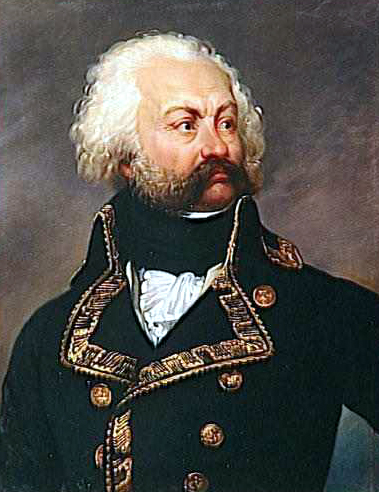
Général Custine

In diesem Jahr erfolgte die Umbenennung in „14e régiment de cavalerie“. Es wurde der Armee von Général Custine zugeteilt und 1793 zunächst als Garnisonstruppe in Mainz eingesetzt.
Es diente dann in der Westarmee und in Deutschland und nahm an den letzten Feldzügen des Jahrhunderts in der Schweiz und Italien teil.
Nach dem Friedensvertrag von Amiens lag es in Garnison in Pignerol, Avignon und Lyon, wo die Reste der 3. Escadron des „20e régiment de cavalerie“ eingegliedert wurden.
Zum Ende des Konsulats wurde das Regiment am 24. September 1803 in ein Dragonerregiment umgewandelt und erhielt den Namen „23e régiment de dragons“.